# Lycia terna
Lycia terna är en fjärilsart som beskrevs av Jost Harr. Lycia terna ingår i släktet Lycia och familjen mätare. Inga underarter finns listade i Catalogue of Life.